# Bromessigsäuremethylester
Bromessigsäuremethylester ist eine chemische Verbindung aus der Gruppe Carbonsäureester. Die Verbindung steht auf der Liste der Stoffe, deren Herstellung, Inverkehrbringen oder Verwendung in der Europäischen Union eingeschränkt oder verboten ist.

## Eigenschaften
Bromessigsäuremethylester ist eine brennbare, schwer entzündbare, farblose Flüssigkeit mit stechendem Geruch, die praktisch unlöslich in Wasser ist.

## Verwendung
Bromessigsäuremethylester wird zur Herstellung von Cumarinen, cis-Cyclopropanen und Arzneistoffen verwendet.

## Sicherheitshinweise
Die Dämpfe von Bromessigsäuremethylester können mit Luft ein explosionsfähiges Gemisch (Flammpunkt 64 °C) bilden.